# Josep Calatayud Bayà
Josep Calatayud Bayà (València, 1903 - 1978) fou un metge i poeta valencià. Estudià medicina a la Universitat de Santiago de Compostel·la i treballà com a metge militar. Durant la República fou militant de l'Agrupació Valencianista de la Dreta i de la Dreta Regional Valenciana. En esclatar la guerra civil espanyola es va amagar a Paiporta i Murla fins que fou fet presoner pels republicans i empresonat a Múrcia.
Després de la guerra civil espanyola s'afilià a la Falange Española i va fer poemes en castellà de tarannà claudicant i sucursalista, lloats per José María Pemán i Juan Antonio Gómez Trénor, alcalde de València. El 1941 fou nomenat president de Lo Rat Penat a la mort de Josep Monmeneu Gómez, càrrec del qual fou obligat a dimitir el 1948. Participà en els Jocs Florals de la Ciutat i Regne de València, en els que va obtenir diversos premis per poesies en castellà. Posteriorment, mantingué amistat amb José María Gil Robles y Quiñones, amb qui participà en l'obra col·letiva Cartas al pueblo español i el Manifest de Lausana.

## Obres
- La Virgen de la Azucena (1945)
- Esclats de caritat y valenciania (1959)
- El perque d'algunes de nostres locucions (1963)
- El Padre José, Lorenzo Salom y los prohombres mercaderes fundadores del Hospital (1967)